# Martim de Carvalho
Martim de Carvalho também conhecido como Martim Pires, foi um nobre e Cavaleiro medieval do Reino de Portugal, tendo vivido nas terras de Carvalho, Celorico de Basto, durante o reinado de D. Sancho II de Portugal (1207 – 1248).
Recebeu a Honra de Carvalho que lhe foi confirmada pelo rei D. Dinis I de Portugal a quando das inquirições que este rei mandou fazer em 1290.
Foi com Martim Carvalho que se deu inicio à separação da família Carvalho na de Carvalho de Basto

## Relações familiares
Foi filho de Paio Mendes de Carvalho. Casou com uma senhora cujo nome a história não regista de quem teve:
1. Lourenço Martins de Carvalho, senhor do Couto de Carvalhos, foi casado com Sancha Pires,
2. Maria Martins de Carvalho (1280 -?) casou com João de Carapeços de Beire,
3. Afonso Martins de Carvalho,
4. Aldonça Anes casou com João Martins de Roães